# ルーカ・ガウリコ

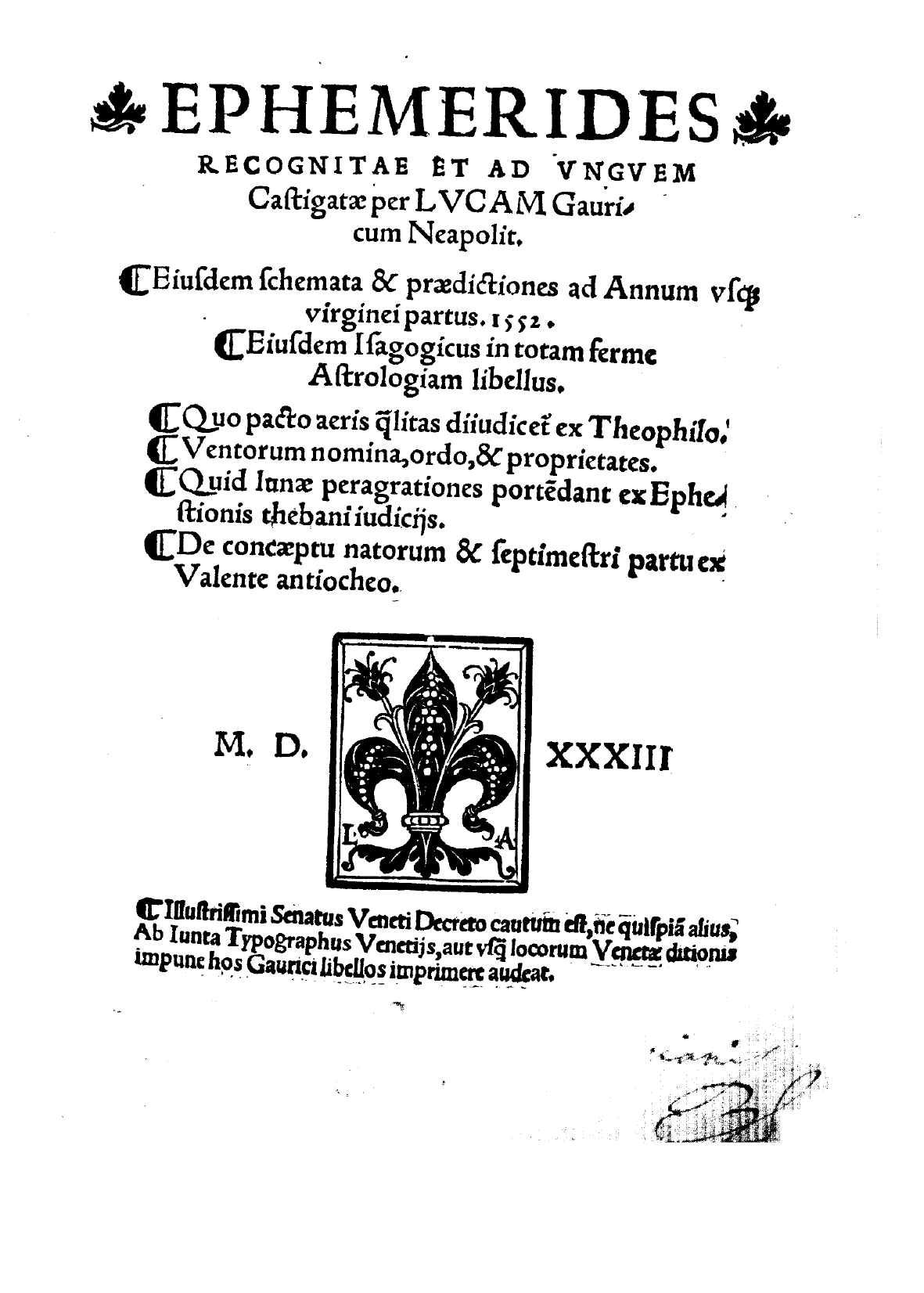
Ephemerides recognitae et ad unguem castigatae, 1533

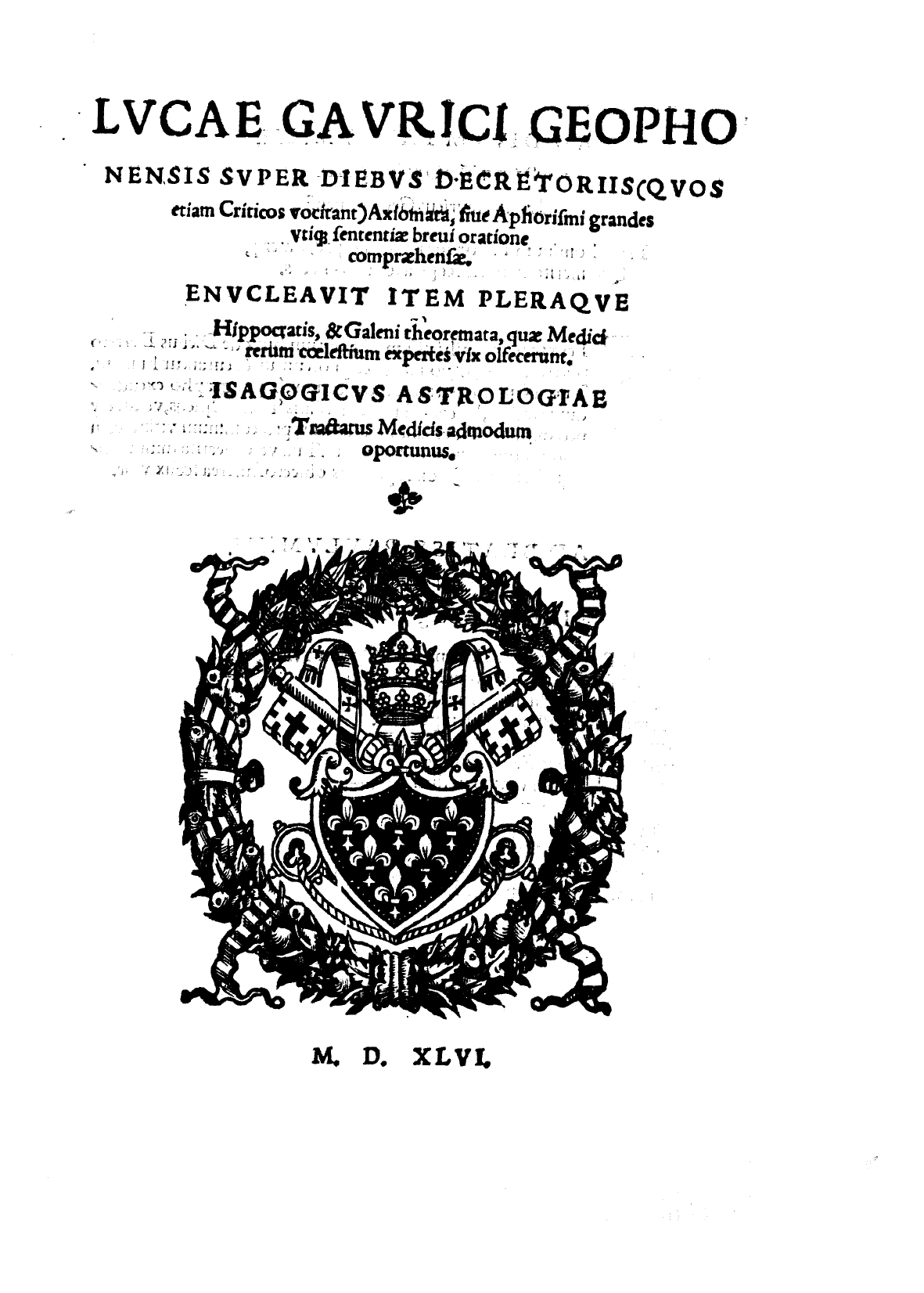
Super diebus decretoriis quos etiam criticos vocitant axiomata, 1546

ルーカ・ガウリコ（Luca Gaurico, 1476年3月12日 - 1558年3月6日）は、イタリアの数学者、占星術師。カトリーヌ・ド・メディシスに重用されたこともあるため、フランス式にリュック・ゴーリック(Luc Gauric)と呼ばれることもある。人文主義者ポンポーニョ・ガウリコの兄。

## 生涯
サレルノ地方ガウロで生まれた。父ベルナルディノは文法学者だった。当初、数学を講じており、ジュール・セザール・スカリジェも門下生であった。
彼は占星術師としても活動し、予言で名を成してパトロンを得た一方で、権力者の不興を買って受難に見舞われたこともあった。受難の中で有名なのは、ボローニャの一件である。1506年、ガウリコはボローニャに赴いた際、領主ベンティヴォーリョが1年以内に失脚すると予言した。これに激怒したベンティヴォーリョは、ガウリコを5度にわたる吊し刑に処したという（ちなみに予言は的中したとされる）。
こうして彼は占星術的予言を数々行っていたにもかかわらず、1545年にはローマ教皇パウルス3世によってチヴィタ＝ドゥカーレの司教に任命された。しかし、その4年後に司教の座を自ら退き、ローマで晩年を過ごした。

## 著作
ガウリコは占星術方面で多くの著作を刊行した。そのうち21作品については、没後にバーゼルで3巻本の作品集"Opera omnia quae quidem exstant Lucae Gaurici"として纏められた（1575年）。
この全集に収録された作品以外にも、プトレマイオスの『アルマゲスト』を復刻するなど、いくつかの著作を発表したようである。